# Hrabstwo Gaston
Hrabstwo Gaston (ang. Gaston County) – hrabstwo w stanie Karolina Północna w Stanach Zjednoczonych.

## Geografia
Według spisu z 2000 roku obszar całkowity hrabstwa obejmuje powierzchnię 364 mil2 (943 km²), z czego 356 mil2 (922 km²) stanowią lądy, a 7 mil2 (18 km²) stanowią wody. Według szacunków United States Census Bureau w roku 2012 miało 208 049 mieszkańców. Jego siedzibą administracyjną jest Gastonia.

### Miasta
- Belmont
- Bessemer City
- Cramerton
- Cherryville
- Dallas
- Dellview
- High Shoals
- Lowell
- Mount Holly
- McAdenville
- Ranlo
- Spencer Mountain
- Stanley